# Arrondissement Montpellier
Das Arrondissement Montpellier (französisch Arrondissement de Montpellier; okzitanisch Arrondiment de Montpelhièr) ist eine Verwaltungseinheit des französischen Départements Hérault in der Region Okzitanien. Hauptort (Sitz der Präfektur) ist Montpellier.
Es besteht aus 16 Kantonen und 67 Gemeinden. 2009 wechselten die Gemeinden der später aufgelösten Wahlkreise Kanton Aniane, Kanton Ganges und Kanton Saint-Martin-de-Londres vom Arrondissement Montpellier zum Arrondissement Lodève.

## Kantone
| - Agde (mit einer von fünf Gemeinden) - Le Crès - Frontignan - Lattes - Lunel - Mauguio | - Mèze (mit sechs von 18 Gemeinden) - Montpellier-1 - Montpellier-2 - Montpellier-3 - Montpellier-4 - Montpellier-5 | - Montpellier – Castelnau-le-Lez - Pignan - Saint-Gély-du-Fesc (mit einer von 20 Gemeinden) - Sète |

## Gemeinden
Die Gemeinden des Arrondissements Montpellier sind:
| 1. Baillargues (34022)               | 2. Balaruc-les-Bains (34023)    | 3. Balaruc-le-Vieux (34024)           | 4. Beaulieu (34027)                |
| 5. Boisseron (34033)                 | 6. Bouzigues (34039)            | 7. Campagne (34048)                   | 8. Candillargues (34050)           |
| 9. Castelnau-le-Lez (34057)          | 10. Castries (34058)            | 11. Clapiers (34077)                  | 12. Cournonsec (34087)             |
| 13. Cournonterral (34088)            | 14. Entre-Vignes (34246)        | 15. Fabrègues (34095)                 | 16. Frontignan (34108)             |
| 17. Galargues (34110)                | 18. Garrigues (34112)           | 19. Gigean (34113)                    | 20. Grabels (34116)                |
| 21. Jacou (34120)                    | 22. Juvignac (34123)            | 23. La Grande-Motte (34344)           | 24. Lansargues (34127)             |
| 25. Lattes (34129)                   | 26. Lavérune (34134)            | 27. Le Crès (34090)                   | 28. Loupian (34143)                |
| 29. Lunel (34145)                    | 30. Lunel-Viel (34146)          | 31. Marseillan (34150)                | 32. Marsillargues (34151)          |
| 33. Mauguio (34154)                  | 34. Mèze (34157)                | 35. Mireval (34159)                   | 36. Montaud (34164)                |
| 37. Montbazin (34165)                | 38. Montferrier-sur-Lez (34169) | 39. Montpellier (34172)               | 40. Mudaison (34176)               |
| 41. Murviel-lès-Montpellier (34179)  | 42. Palavas-les-Flots (34192)   | 43. Pérols (34198)                    | 44. Pignan (34202)                 |
| 45. Poussan (34213)                  | 46. Prades-le-Lez (34217)       | 47. Restinclières (34227)             | 48. Saint-Aunès (34240)            |
| 49. Saint-Brès (34244)               | 50. Saint-Drézéry (34249)       | 51. Saint-Geniès-des-Mourgues (34256) | 52. Saint-Georges-d’Orques (34259) |
| 53. Saint-Jean-de-Védas (34270)      | 54. Saint-Just (34272)          | 55. Saint-Nazaire-de-Pézan (34280)    | 56. Saint-Sériès (34288)           |
| 57. Saturargues (34294)              | 58. Saussan (34295)             | 59. Saussines (34296)                 | 60. Sète (34301)                   |
| 61. Sussargues (34307)               | 62. Valergues (34321)           | 63. Vendargues (34327)                | 64. Vic-la-Gardiole (34333)        |
| 65. Villeneuve-lès-Maguelone (34337) | 66. Villetelle (34340)          | 67. Villeveyrac (34341)               |                                    |

## Neuordnung der Arrondissements 2017

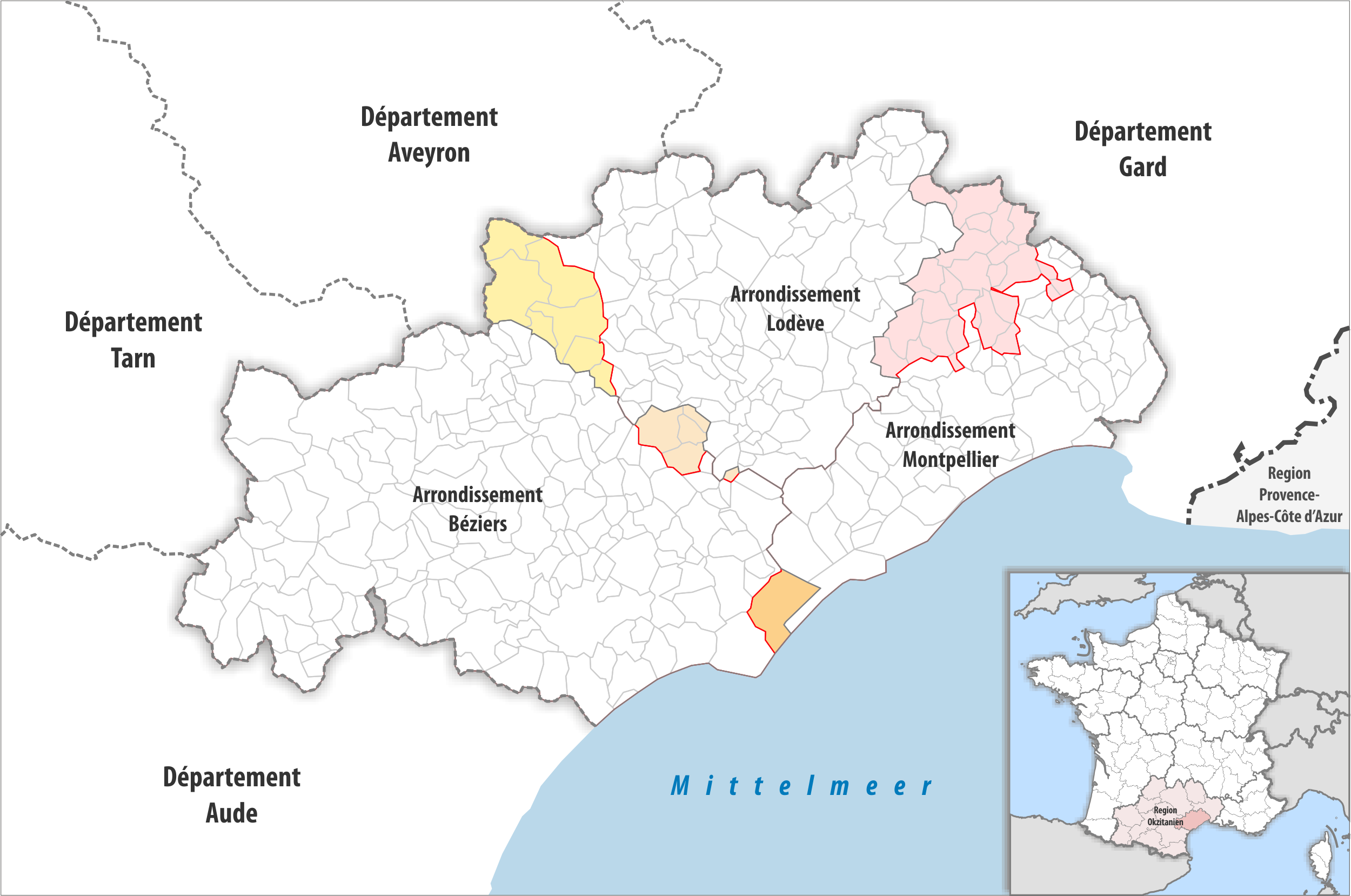
Arrondissementsanpassungen im Jahr 2017

Durch die Neuordnung der Arrondissements im Jahr 2017 wurde aus dem Arrondissement Montpellier die Fläche der 26 Gemeinden Assas, Buzignargues, Cazevieille, Claret, Combaillaux, Ferrières-les-Verreries, Fontanès, Guzargues, Lauret, Le Triadou, Les Matelles, Murles, Saint-Bauzille-de-Montmel, Saint-Clément-de-Rivière, Sainte-Croix-de-Quintillargues, Saint-Gély-du-Fesc, Saint-Hilaire-de-Beauvoir, Saint-Jean-de-Cornies, Saint-Jean-de-Cuculles, Saint-Mathieu-de-Tréviers, Saint-Vincent-de-Barbeyrargues, Sauteyrargues, Teyran, Vacquières, Vailhauquès und Valflaunès dem Arrondissement Lodève zugewiesen.
Dafür wechselte vom Arrondissement Béziers die Fläche der Gemeinde Marseillan zum Arrondissement Montpellier.

## Veränderungen
2019:
- Fusion Saint-Christol, Vérargues → Entre-Vignes

## Belege
1. ↑  Pressemitteilung der Präfektur vom 16. Oktober 2009